# دكارة (أهل الريف)
دكارة هو دُوَّار يقع بجماعة كرمة بن سالم، عمالة مكناس، جهة فاس مكناس في المملكة المغربية. ينتمي الدوّار لمشيخة اهل الريف التي تضم 11 دوار. يقدر عدد سكانه بـ 728 نسمة حسب الإحصاء الرسمي للسكان والسكنى لسنة 2004.

## روابط خارجية
- البوابة الوطنية للجماعات الترابية نسخة محفوظة 12 مارس 2018 على موقع واي باك مشين.
- المندوبية السامية للتخطيط